# Гуарани (футбольный клуб, Кампинас)
«Гуарани́» (порт. Guarani Futebol Clube) — бразильский футбольный клуб из Кампинаса, штат Сан-Паулу.

## История
Клуб был основан 1 апреля 1911 года, но из-за того, что это также «День дураков», официально дату основания перенесли на 2 апреля. Клуб был назван в честь оперы Антонио Карлоса Гомеса «Иль Гуарани» (порт. Il Guarany). С 1949 года «Гуарани» стал участником высшего дивизиона чемпионата штата Сан-Паулу.
Грандиозного достижения команда добилась в 1978 году, когда «бугре» стали чемпионами Бразилии, победив в финале «Палмейрас». За клуб тогда выступали такие мастера, как Зенон, Ренато и Карека. До сих пор «Гуарани» остаётся единственной командой Бразилии, становившейся чемпионом страны, ни разу не став чемпионом своего штата.
В 2009 года клуб выступал в Серии B бразильского чемпионата и, заняв 2-е место, обеспечил себе возвращение в Серию А. Однако в элите команде закрепиться не удалось и, заняв 18-е место, «Гуарани» вернулся в Серию B.
Главным соперником «Гуарани» является «Понте-Прета», также представляющая город Кампинас.

## Достижения
- Чемпион Бразилии (1): 1978
- Чемпион Бразилии в Серии B (1): 1981